# Tỉnh Rhein
Tỉnh Rhine (tiếng Đức: Rheinprovinz), còn được gọi là Rhenish thuộc Phổ (Rheinpreußen) hoặc đồng nghĩa với Rhineland (Rheinland), là tỉnh cực Tây của Vương quốc Phổ và Nhà nước Phổ tự do, trong Đế quốc Đức, từ năm 1822 đến 1946. Nó được tạo ra từ sự sáp nhập các tỉnh Hạ Rhine và Jülich-Cleves-Berg. Thủ phủ của nó là Koblenz và vào năm 1939 nó có 8 triệu dân. Tỉnh Hohenzollern được liên kết quân sự với Oberpräsident của Tỉnh Rhine.
Tỉnh Rhine có phía Bắc giáp Vương quốc Hà Lan, phía Đông giáp các tỉnh Westphalia và tỉnh Hesse-Nassau của Phổ, và Đại công quốc Hesse-Darmstadt, phía Đông Nam giáp Palatinate (một quận của Vương quốc Bayern) , ở phía Nam và Tây Nam giáp Công quốc Lorraine, và phía Tây giáp Luxembourg, Bỉ và Hà Lan.
Huyện Wetzlar nhỏ bé, nằm giữa các công quốc lớn Hesse-Nassau và Hesse-Darmstadt cũng là một phần của Tỉnh Rhine. Mặt khác, Thân vương quốc Birkenfeld là một vùng đất của Đại công quốc Oldenburg, một nhà nước cầu thành nên Đế chế Đức, nằm lọt thỏm phía trong tỉnh Rhine.
Năm 1911, diện tích của tỉnh là 10.423 km2 (4.024 sq mi); chiều dài tối đa của nó, từ Bắc đến Nam, gần 200 km (120 mi), và bề rộng lớn nhất của nó chỉ dưới 90 km (56 mi). Dòng sông Rhine chảy qua lãnh thổ của tỉnh khoảng 200 km, tạo thành biên giới phía Đông của nó từ Bingen đến Koblenz, và sau đó chảy theo hướng Bắc-Tây Bắc bên trong tỉnh, xấp xỉ theo biên giới phía Đông của nó. [1 ] Tỉnh Rhine hiện là một phần của Nordrhein-Westfalen, Rheinland-Pfalz, Saarland và Hessen.